# 吉列尔梅·科斯塔
吉列尔梅·佩雷拉·达·科斯塔（葡萄牙語：Guilherme Pereira da Costa，1998年10月1日—）生于里约热内卢州，是一名巴西男子游泳运动员。他在2003年以前都主攻蝶泳和中距离自由泳，后来他的教练留意到他在长距离训练当中表现不错，这之后他开始将更多精力集中在中长距离自由泳上。2017年，他在里约热内卢一场比赛的男子1500公尺自由泳项目上游出14分59秒01的成绩，成为历史上首位在该项目上游进15分的南美洲选手。